# ال، لوکزامبورگ
ال (به لوکزامبورگی: Ell) یک شهرداری در استان ردانژ کشور دوک‌نشین لوکزامبورگ است که ۲۱٫۵۵ کیلومترمربع مساحت دارد و جمعیت آن در سال ۲۰۱۱ میلادی ۱۱۲۵ نفر بوده‌است.

## بخش‌ها
شهرداری ال پنج بخش زیرمجموعه دارد که عبارتند از:
- ال (Ell) مرکز
- کلنگ-الشرت (Kleng-Elchert)
- کولپاخ-با (Colpach-Bas)
- روئد (Rued)
- کولپاخ-اوت (Colpach-Haut)

## تاریخچه جمعیت
تاریخچه رشد جمعیت این شهرداری در جدول زیر آمده است  :
| سال  | جمعیت |
| ---- | ----- |
| ۱۸۲۱ | ۷۸۸   |
| ۱۸۵۱ | ۱۲۱۵  |
| ۱۸۸۰ | ۱۰۸۶  |
| ۱۹۱۰ | ۸۸۰   |
| ۱۹۳۵ | ۷۸۰   |
| ۱۹۴۷ | ۶۷۹   |
| ۱۹۶۰ | ۶۱۸   |
| ۱۹۷۰ | ۵۹۰   |
| ۱۹۸۱ | ۵۵۹   |
| ۱۹۹۱ | ۵۹۵   |
| ۲۰۰۱ | ۸۲۳   |
| ۲۰۰۴ | ۸۶۹   |
| ۲۰۰۷ | ۹۸۳   |
| ۲۰۱۰ | ۱۰۸۱  |
| ۲۰۱۱ | ۱۱۲۵  |